# Le Défi de Lassie
Pour plus de détails, voir Fiche technique et Distribution.
Le Défi de Lassie (titre original : Challenge to Lassie) est un film américain réalisé par Richard Thorpe sorti en 1949.

## Synopsis
En Écosse, Lassie est élevée dans le but de devenir une chienne de berger. Mais lorsque son maître adoré est tué par un mendiant, la pauvre chienne n'a pas d'autre choix que de pleurer sur la tombe de celui-ci. Elle finira par être adoptée par le sergent Davie, après une bataille juridique.

## Fiche technique
- Titre original : Challenge to Lassie
- Titre français : Le Défi de Lassie
- Réalisation : Richard Thorpe
- Scénario : William Ludwig, d'après le roman Greyfriars Bobby d'Eleanor Atkinson
- Musique : André Previn
- Direction artistique : Cedric Gibbons et Eddie Imazu
- Décors : Edwin B. Willis et Hugh Hunt
- Costumes : Valles
- Photographie : Charles Edgar Schoenbaum
- Son : Douglas Shearer
- Montage : George White
- Direction musicale : Robert Franklyn
- Coiffure : Sydney Guilaroff
- Maquillage : Jack Dawn
- Effets spéciaux : Warren Newcombe
- Production : Robert Sisk
- Société de production : Metro-Goldwyn-Mayer
- Société de distribution : Loew's Inc.
- Pays de production :  États-Unis
- Langue originale : anglais
- Format : couleur (Technicolor) - 35 mm - 1,37:1 – Son Mono (Westrex Recording System)
- Genre : Comédie dramatique
- Durée : 76 min
- Date de sortie :
  - États-Unis : 31 octobre 1949

## Distribution
- Edmund Gwenn : John Traill
- Donald Crisp : Jock Gray
- Geraldine Brooks : Susan Brown
- Reginald Owen : Sergent Davie
- Alan Webb : James Brown
- Henry Stephenson : Sir Charles Loring
- Ross Ford : William Traill
- Alan Napier : le maire d’Édimbourg
- Arthur Shields : Docteur Lee
- Lumsden Hare : MacFarland
- Edmund Breon : le magistrat
- Charles Irwin : sergent-major
- Pal Colley (chien) : Lassie

Et, parmi les acteurs non crédités :
- Harry Allen : un berger
- Barry Bernard : un voleur
- Leonard Carey : le chef en salle à manger
- Mary Gordon : une voisine
- Doris Lloyd : la propriétaire
- Leonard Mudie : le policier avec un filet
- Tudor Owen : un docteur
- Louis Payne : un magistrat
- Colin Tapley : un officier à cheval